# 日本醫師會COVID-19有識者會議
日本医師会COVID-19有識者会議（日语：／）是日本医師会設立的有識者会議，主要目的是向医事人員提供資訊，包括2019冠狀病毒病的感染預防、治療診断、檢查方法、治療藥物的研究等。
2019年11月，2019冠狀病毒病（COVID-19）爆發，及後在全世界擴散，日本的確診個案亦迅速增加。一線医生除每天診療外，還要應對傳染病，難以在資訊洪水中挑選出有用的資訊。
為及時向医事人員提供有用資訊，2020年4月18日，日本医師会設立新的有識者会議。相對於主要從流行病学及公共衛生学角度進行討論的政府「新型冠狀病毒感染症對策專門家会議」，日本医師会会長横倉義武表示，本会議是「從臨床角度，提供循證建議，支援現場工作」，「並非對立，而是"車的兩個輪子"」。
5月3日，会議開設網站，提供「病例數據庫」，供医事人員透過症状、檢查數值、影像所見等條件搜尋病例（收錄日本感染症学会提供的約70宗新型冠狀病毒個案，由座長永井良三整理成樹状結構），以及「外来診療指南」（方便在瀏覽器及智能電話閱讀的再編輯版本）；除此之外，還刊載專家提供的最新資訊，包括小兒傳染病相關看法、日本產科婦人科學會的工作、PCR檢測体制擴充相關課題、治療藥物研發情況等。
副座長笠貫宏表示，「新型冠狀病毒還有很多未知之處，我們收集並提供有科學依據的資訊」，「除在現場應對的医療人員，希望有興趣的人也能看看，起到作用」。

## 構成
座長
- 永井良三（自治医科大学校長、前日本内科学会理事長）

副座長
- 笠貫宏（早稻田大学特命教授、前東京女子医科大学校長）

委員
- 門田守人（日本医学会会長、前大阪大学副校長）
- 相澤孝夫（日本病院会会長、日本健康檢查学会副理事長）
- 有賀徹（勞動者健康安全機構理事長、前昭和大学附属醫院院長）
- 石川義弘（横濱市立大学副校長、日本生理学会理事長）
- 小熊豐（全国自治体病院協議会会長)
- 栗原敏（慈惠大學理事長、前東京慈惠会医科大学校長）
- 楠岡英雄（国立病院機構理事長、厚生勞動省医道審議会会長）
- 國土典宏（國立國際醫療研究中心理事長、前日本外科学会理事長）
- 近藤達也（Medical Excellence JAPAN理事長、医藥品医療機器綜合機構名誉理事長）
- 堺常雄（日本病院共済会代表取締役、前日本病院会会長）
- 髙本眞一（社会福祉法人贊育会理事、日本心臓血管外科学会名誉会長）
- 谷口清州（国立病院機構三重醫院臨床研究部長、新型流行性感冒等對策有識者会議構成員）
- 舘田一博（東邦大学医学部微生物及感染症学教授、日本感染症学会理事長）
- 中谷比呂樹（慶應義塾大学特任教授、WHO執行理事）
- 西田修（藤田医科大学麻醉、侵襲制御医学教授、日本集中治療医学会理事長）
- 長谷川好規（日本呼吸器学会前理事長、国立病院機構名古屋医療中心院長）
- 宮田裕章（慶應義塾大学医学部医療政策及管理学教授）
- 宮地勇人（日本臨床檢查医学会理事、東海大学医学部基盤診療学系臨床檢查学教授）
- 森内浩幸 (長崎大学大学院小兒科学教授、日本小兒科學會評議員、預防接種及感染預防委員会專門委員)
- 山本修一（千葉大学副校長、前国立大学病院長会議会長）
- 横田裕行（日本体育大学院保健医療学研究科科長及教授、前日本救急医学会代表理事）
- 吉原俊雄（東京医科大学耳鼻咽喉科及頭頸部外科客員教授、前日本口腔咽頭科学会理事長）
- 吉田正樹（東京慈惠会医科大学感染制御科教授、日本環境感染学会理事長）

事務局
- 佐藤寿彦（株式会社Precision　医師、代表取締役社長）
- 森澤雄司（自治医科大学附属病院感染制御部長、日本環境感染学会理事）
- 横山聰（日產厚生会診療所 副所長）

## 外部連結
- 日本医師会 COVID-19有識者会議 （页面存档备份，存于）
- 日本医師会 COVID-19有識者会議 - Facebook